# Римська медицина

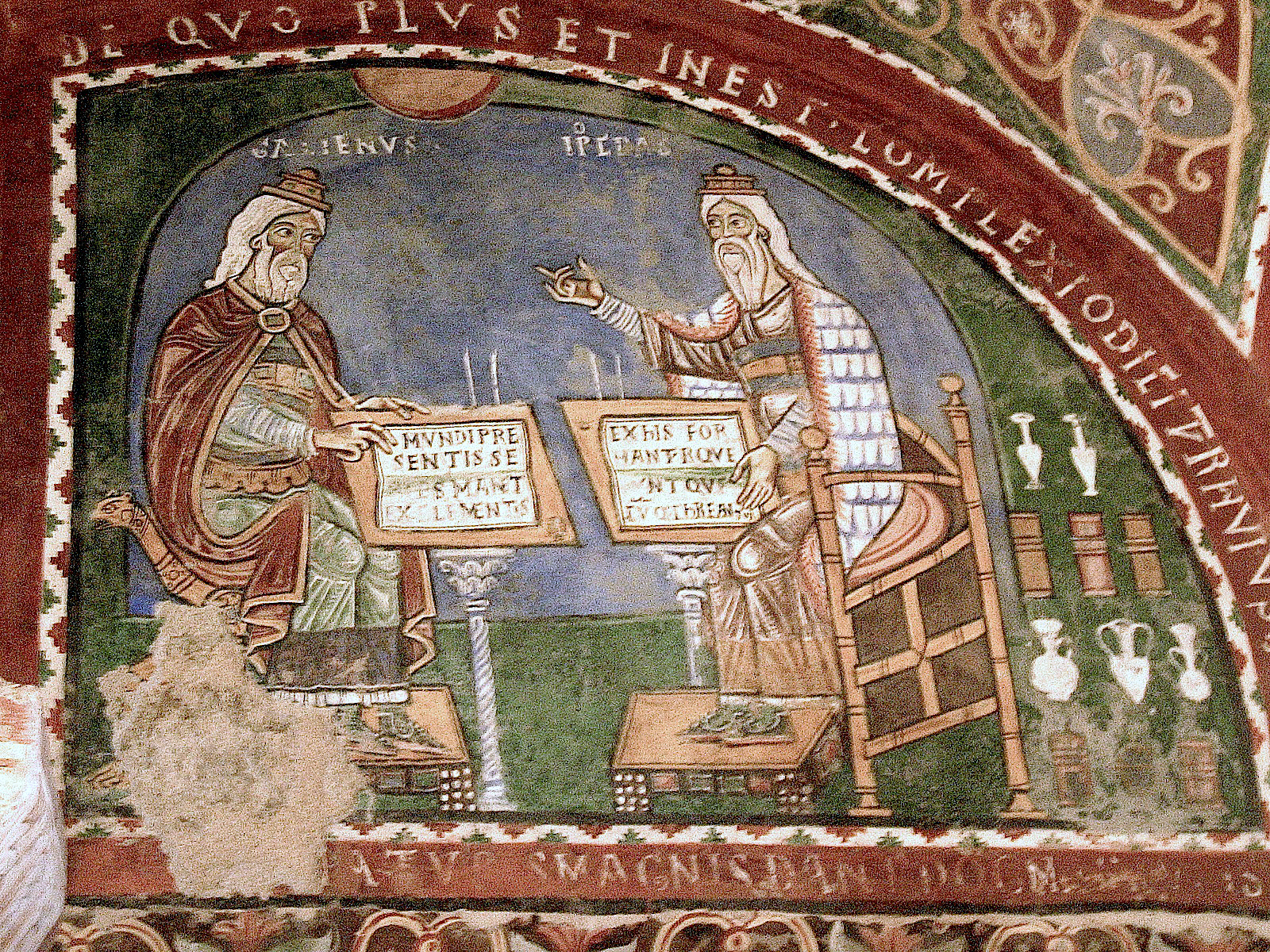
Гіппократ (ліворуч) і Гален, дві найважливіші фігури медицини класичної античності, на фресці, що належить бенедиктинській каплиці в Ананьї, Лаціо, на південь від Риму. 12 століття.

Римська медицина - це розвинена медицина в Стародавньому Римі .
Етруська цивілізація до того, як ввела знання з грецької медицини, навряд чи мала розвинений, цікавий медичний матеріал, за винятком видатних навичок у галузі стоматології .  Але зростання значення метрополії під час перших періодів експансії привернуло важливих грецьких та олександрійських медичних діячів, які в кінцевому підсумку сформували в Римі головний центр медичних, клінічних та освітніх знань у Середземномор'ї . 
Найважливішими медичними діячами Стародавнього Риму були Асклепіад з Віфінії (124 або 129 н.е. – 40 н.е), Цельс і Гален . Перший, відкрито протиставлений теорії гумору Гіппократа, розробив нову школу медичного мислення, засновану на роботах Демокріта, Методичну школу, яка пояснює захворювання через вплив атомів, що проходять через пори тіла, у попередньому перегляді мікробна теорія. Деякі лікарі, приєднані до цієї школи, були Фемісон з Лаодикії, Фессал з Тралеса або Соран Ефеський, автор першої відомої біографії Гіппократа.
Між 25 і 50 роками нашої ери жив ще один важливий медичний діяч: Авл Корнелій Цельс . Насправді немає жодних доказів того, що він займався медициною, але зберігся медичний трактат (De re medica libri octo), включений до основної праці енциклопедичного характеру під назвою De artibus (Про мистецтва) . Цей медичний трактат містить клінічне визначення запалення, яке триває донині: «Жар, біль, пухлина і почервоніння». Також ми знаходимо описані операції пластичної хірургії, видалення поліпів носа, мигдалин тощо.
З початком християнської ери в Римі з'явилася ще одна медична школа — пневматична школа . Якби гіппократики називали рідкі випари причиною хвороби, і атомісти підкреслювали вплив твердих частинок, які називаються атомами, то пневматики побачила б у пневмі (газі), що потрапляє в організм через легені, причину патологічних розладів, від яких страждає людина. Послідовниками цієї школи були Афіней Аталійський або Арефей Каппадокійський.
У Римі медична каста вже була організована (таким чином, що нагадує сучасний поділ за спеціальностями) на лікарів загальної практики, хірургів, окулістів, дантистів і спеціалістів з хвороб вуха. Не було офіційного регламенту, щоб вважатися лікарем, але на основі привілеїв, наданих лікарям Юлієм Цезарем, була встановлена максимальна квота на місто.  З іншого боку, римські легіони мали польового хірурга та команду, здатну встановити госпіталь посеред поля битви для надання допомоги пораненим під час бою. 
Одним з цих лікарів-легіонерів, зарахованих до армії Нерона, був Педаній Діоскорид з Аназарба ( Кілікія ), автор найбільш широко використовуваного і відомого фармакологічного посібника до 15 століття. Його подорожі з римською армією дозволили йому зібрати великий зразок трав (близько шестисот) і лікарських речовин, щоб написати свою велику роботу: De materia medica.
Але римським медичним діячем за досконалістю був Клавдій Гален, вплив якого тривав до 16 століття. Гален вже практикував розтин трупів, але з тваринами, тому що анатомічне вивчення людських трупів було неприйнятним, тож це привело його до певних анатомічних і фізіологічних помилок, які тривали до Везалія. Він був головним представником школи Гіппократа, але його творчість є синтезом усіх медичних знань того часу. Його трактати копіювали, перекладали та вивчали протягом наступних тринадцяти століть, що зробило його одним із найважливіших і найвпливовіших лікарів західної медицини.
Медична освіта була приватною, і дипломів не було. Займатися цим міг будь-хто, навіть за часів імперії, коли лікарі були звільнені від сплати податків і військової служби. Більшість лікарів були греками та євреями. У римській цивілізації не було великого прогресу в медицині, тому що не було інтересу до експериментальних досліджень і тому, що вона була одержима написанням медичних книг у віршах. Самморіко (винахідник магічної формули Абракадабра ) був запроваджувачем цієї моди, яка буде панувати в Середньовіччі.
Що стосується організації охорони здоров’я, великим внеском римлян була система лікарень. Однак його початок полягав у тому, щоб облаштувати притулок, щоб хворі бідні могли померти: так звана illa tiberiana. Із розширенням імперії у стратегічних місцях створювалися військові шпиталі. Слідом за цими лікарнями з'явилися благодійні лікарні. Першу було засновано Фабіолою Римською, що була першою документованою  лікарнею «соціальної медицини» і це зробило її однією з найвідоміших жінок в історії організованої медицини. У тій лікарні бідних доглядали безкоштовно. Археологічні розкопки виявили план і облаштування цієї унікальної будівлі, в якій кімнати та коридори для хворих і бідних були згруповані навколо основної частини будівлі , організованих у відділи, відповідно до різних класів хворих.  За словами історика Камілла Джуліана, заснування цієї лікарні є однією з суверенних подій в історії західної цивілізації.  За словами Генрі Чедвіка, професора-емеритуса Кембриджського університету та історика раннього християнства, практика благодійності, що найбільше виражена через турботу про хворих, була, ймовірно, однією з найпотужніших причин поширення християнства.  Вже в 251 році Римська церква підтримувала понад 1500 потребуючих людей. Незважаючи на існування прото-римських польових госпіталів, Імперії не вистачало соціальної лікарняної свідомості аж до заснування перших великих християнських лікарень. На Сході біля Каппадокії була заснована лікарня « Василіада » (за натхненням Василія Кесарійського ) та ще одна лікарня в Едесі Єфремом Сирійським з трьома сотнями ліжок для хворих на чуму. 
Слід виділити великий внесок римської громадської медицини: серед головних римських архітекторів ( Колумелла, Марко Вітрувіо або Марко Віпсаніо Агріппа ) було переконання, що малярія поширюється через комах або болота. Відповідно до цього принципу вони проводили громадські роботи, такі як акведуки, каналізація та громадські туалети, спрямовані на забезпечення постачання якісної питної води та належної системи вивезення екскрементів. Сучасна медицина погодиться з ними майже через двадцять століть, коли буде показано, що питне водопостачання та система водовідведення є двома основними показниками рівня здоров’я населення.

## Попередники
У ранні часи римська медицина вважалася магією або релігією. Однак відомо, що етруски, вправні ворожби, також були вправними у виготовленні зубних протезів. Закон, приписуваний царю Нумі, прописував кесарів розтин, коли мати помирала перед пологами, щоб врятувати дитину. Але жодного лікаря він не згадує. Кожен, мабуть, у разі потреби робив те, що знав. У якийсь момент грецька медицина з’являється в римській культурі. Коли перший грецький лікар прибуває до Риму ( Аркагат зі Спарти, 219 н. е.), Катон виступає проти визнання цього та інших нововведень, які, як він боїться, призведуть до еллінізації, тобто почнуть занепад Риму. Грецька медицина, яка прибуває в Рим, поділяється на дві школи:
- Гіппократа, переконана у vis medicatrix naturae і тому послідовник вичікувального методу не порушувати перебіг хвороби. Гіппократ казав, що перш за все — не робити зла ( primum non nocere ).
- Асклепіада, з іншого боку, була за те, щоб діяти так, щоб лікування відбувалося cito, tuto ac iucunde (швидко, безпечно і приємно), тому що лікує лікар, а не природа. Він використовував дієти, масаж, ліки та музику.

## Дивіться також
- Римська наука